# Charles Guggenheim
Charles Guggenheim (* 31. März 1924 in Cincinnati, Ohio; † 9. Oktober 2002 in Washington, D.C.) war ein US-amerikanischer Filmregisseur, Filmproduzent und Drehbuchautor von Dokumentarfilmen sowie Oscarpreisträger.

## Leben

### Frühes Leben
Charles Guggenheim wuchs in einer wohlhabenden jüdischen Familie auf; sein Vater verdiente sich seinen Lebensunterhalt als Möbelhändler.
Zunächst wollte Guggenheim junior einen Beruf in der Landwirtschaft ergreifen und besuchte daraufhin die University of Colorado. 1943 wurde auch er, wie andere junge Männer als Soldat in den Zweiten Weltkrieg beordert, und diente als Mitglied der 106. Division in der US Army. Nach seinem Ausscheiden aus dem Dienst, nach Ende des Krieges, komplettierte er seine Ausbildung an der University of Iowa und zog daraufhin nach New York City.

### Karriere
Es waren vermutlich seine Erlebnisse im Krieg, aber auch seine Ambitionen, Geschichten zu erzählen, die Guggenheim veranlassten, bei CBS anzuheuern und als Praktikant von Lew Cohen alles über das Medium Film zu lernen. Ende der 1940er Jahre zog es Guggenheim nach St. Louis (Missouri), wo er als Direktor für KETC, eine der ersten Fernsehanstalten des Bundesstaats, arbeitete.
Bereits in New York gründete Guggenheim seine Produktionsfirma Charles Guggenheim and Associates, deren Sitz er in Washington D.C. mitbegründete und die später in Guggenheim Productions umbenannt wurde. Guggenheim wurde Parteimitglied der Demokraten und begann als Medienberater für einige ihrer bekanntesten Politiker zu arbeiten, darunter auch für John F. und Robert F. Kennedy. Auch war er Berater während vier Präsidentschaftskampagnen und beriet hunderte Gouverneursanwärter und ebenso viele Senatskandidaten der Demokraten.
Nach der Ermordung von Senator Robert F. Kennedy im Jahr 1968 inszenierte Guggenheim noch im selben Jahr Robert Kennedy Remembered und wurde ein Jahr später, 1969, mit seinem ersten Oscar in der Kategorie Bester Kurzfilm ausgezeichnet.
Wenngleich Guggenheim auch Spielfilme produzierte, darunter 1959 The Great St. Louis Bank Robbery mit Steve McQueen in der Hauptrolle, blieb er doch dem Genre der Filmdokumentation treu. In den frühen 1960er Jahren fusionierte Charles Guggenheim and Associates mit Shelby Storck, mit dem Guggenheim drei Dokumentationen drehte und dessen Kooperation ihm 1964 den Oscar in der Sparte „Bester Dokumentar-Kurzfilm“ einbrachte.
Im Lauf der Zeit wurde Guggenheim neunmal für Oscars in den beiden Dokumentarfilm-Sparten nominiert, was ihn zu jenem Filmemacher macht, der die meisten Nominierungen für sich beanspruchen konnte. Mit drei Oscars – zusätzlich zu den beiden bereits erwähnten Goldstatuen wurde er 1995 auch für seinen Kurzfilm A Time for Justice geehrt – wurde er zuletzt ausgezeichnet.
Sein letzter Film, der wohl als persönlichstes Werk Guggenheims angesehen werden kann, wurde nur wenige Wochen vor seinem Tod fertiggestellt. Berga: Soldiers of Another War von 2003 erzählt die wahre Geschichte von 350 US-Soldaten, die im Zweiten Weltkrieg, weil sie Juden waren oder lediglich jüdisch aussahen, von den Nazis nicht in einem Kriegsgefangenenlager, sondern in einem Konzentrationslager interniert wurden.
Charles Guggenheim starb im Alter von 78 Jahren an Bauchspeicheldrüsenkrebs.

### Familie
1957 heiratete Guggenheim die Theaterschauspielerin Marion Street, mit der er drei Kinder hatte: den Filmemacher Davis Guggenheim, die Produzentin Grace Guggenheim und den Filmeditor Jonathan Guggenheim.
Davis Guggenheim – seines Zeichens Oscarpreisträger 2007 für Eine unbequeme Wahrheit – ist der Ehemann von Schauspielerin Elisabeth Shue.

## Filmografie
| - 1956: A City Decides - 1959: The Great St. Louis Bank Robbery - 1964: Children Without - 1964: Nine from Little Rock - 1967: Monument to the Dream - 1989: The Johnstown Flood - 1991: Johnstown Flood - 1994: D-Day Remembered - 1995: The Shadow of Hate - 1998: A Place in the Land - 2003: Berga: Soldiers of Another War - 1959: The Great St. Louis Bank Robbery - 1967: Monument to the Dream - 1968: Robert Kennedy Remembered - 1982: The Klan: A Legacy of Hate in America - 1983: High Schools - 1989: The Johnstown Flood - 1994: A Time for Justice - 1994: D-Day Remembered - 1999: The Art of Norton Simon - 2003: Berga: Soldiers of Another War | - 1964: Children Without - 1982: The Klan: A Legacy of Hate in America - 1989: The Johnstown Flood - 1991: Johnstown Flood - 1994: D-Day Remembered - 1995: The Shadow of Hate - 1999: The Art of Norton Simon - 2003: Berga: Soldiers of Another War |

## Auszeichnungen
- 1968: nominiert für den Oscar in der Kategorie Bester Dokumentar-Kurzfilm, für: Monument to the Dream
- 1969: Oscar, in der Kategorie Bester Dokumentarfilm, für: Robert Kennedy Remembered
- 1983: nominiert für den Oscar in der Kategorie Bester Dokumentar-Kurzfilm, für: The Klan: A Legacy of Hate in America
- 1985: nominiert für den Oscar in der Kategorie Bester Dokumentarfilm, für: High Schools
- 1990: Oscar, in der Kategorie Bester Dokumentar-Kurzfilm, für: The Johnstown Flood
- 1995: nominiert für den Oscar in der Kategorie Bester Dokumentarfilm, für: D-Day Remembered
- 1995: Oscar, in der Kategorie Bester Dokumentar-Kurzfilm, für: A Time for Justice
- 1996: nominiert für den Oscar in der Kategorie Bester Dokumentar-Kurzfilm, für: The Shadow of Hate
- 1999: nominiert für den Oscar in der Kategorie Bester Dokumentar-Kurzfilm, für: A Place in the Land